# Norderstedt
Norderstedt là một đô thị ở huyện Segeberg, bang Schleswig-Holstein Segeberg, Đức. Đô thị Klein Gladebrügge có diện tích 58,1 km², dân số thời điểm ngày 31 tháng 12 năm 2006 là 71550 người.